# 堀田竜成
堀田 竜成（ほりた りゅうせい、1994年11月2日 - ）は、日本の俳優、アーティスト。愛媛県出身。元看護師。
2019年10月4日公開映画『劇場版SOARA LET IT BE -君が君らしくあるように-』にて映画初出演＆初主演を務める。(株)エーディープロジェクト所属。
A&H Promotion,inc.業務提携。

## 略歴
- 愛媛県西予市出身。

- 中学時代は陸上部に所属していた。声優の堀江瞬は中学の先輩である[1]。

- 高校生の時、愛媛県で開催されたNHKのど自慢に出場したことがある。

- 正看護師時代（2014年 - 2016年）

20歳で正看護師の免許を取得し、看護師として救命救急病棟で約3年間勤務。
- 芸能活動開始

路上ライブ中にスカウトされ、劇場版SOARAの大原空役のオーディションを受けて合格。2019年10月4日公開の映画『LET IT BE -君が君らしくあるように-』で、映画初出演＆初主演。
2019年9月26日～9月29日上演の舞台、2.5次元ダンスライブ「S.Q.S Episode 4『TSUKINO EMPIRE2 -Beginning of the World-』」にて舞台初出演。
2023年8月26日、イベントにてA&H Promotion,inc.との業務提携を発表した。
- DAN☆DAN

愛媛県東温市出身アーティスト啓太とのユニット。2019年5月2日結成。
3rdアルバム「Oneday everyday」は、オリコンデイリーアルバムランキング2位、オリコン週間アルバムランキング22位を獲得した。

## 人物
特技は、歌・バスケットボール・スノーボード・アイススケート・モノマネ・アフレコ・応急手当て。趣味は、映画鑑賞・ショッピング・カラオケ・カフェ巡り。

## 出演

### 映画
- 劇場版SOARA - 主演・ 大原空 役
  - 劇場版SOARA『LET IT BE -君が君らしくあるように-』（2019年10月4日公開）[3]
  - 劇場版SOARA2『I will. -君が未来を歩くとき-』（2021年10月29日公開）[4]

### 舞台
- 2.5次元ダンスライブ - 大原空 役
  - 2.5次元ダンスライブ「S.Q.S Episode 4『TSUKINO EMPIRE2 -Beginning of the World-』」（2019年9月26日 - 29日、舞浜アンフィシアター）[5]
  - 2.5次元ダンスライブ「ALIVESTAGE Episode 2『月花神楽』」（2019年11月8日 - 17日、ヒューリックホール東京）※お当番[6]
  - 2.5次元ダンスライブ「ALIVESTAGE Episode 3『SCHOOL REVOLUTION Hello 神さま 僕はここにいる！』」（2020年4月24日 - 5月6日、ヒューリックホール東京） ※全公演中止
  - 2.5次元ダンスライブ「ALIVESTAGE Episode 3『SCHOOL REVOLUTION Hello 神さま 僕はここにいる！』」（2020年10月29日 - 11月8日、ヒューリックホール東京）[7]
  - 2.5次元ダンスライブ「TSUKIPRO STAGEキソセカイステージ：eins『ソラヲワタルカゼ』」（2020年6月10日 - 13日、立川ステージガーデン） ※全公演中止
  - 「LUNATIC LIVE 2020 in Taiwan」（2020年6月19日 - 21日、信義劇場 Legacy Max） ※全公演中止
  - 2.5次元ダンスライブ「ALIVESTAGE Episode 4『WYD』」（2021年2月4日 - 14日、ヒューリックホール東京）※お当番[8]
  - 2.5次元ダンスライブ「S.Q.S Episode 6 キソセカイステージ：zwei 『アカイホノオ』」（2021年3月25日 - 31日、ヒューリックホール東京）[9]
  - 2.5次元ダンスライブ「ALIVESTAGE Episode 5『月野百鬼夜行綺譚 天獄 -君死にたまふことなかれ-』」（2021年9月2日 - 12日、シアターGロッソ）[10]
  - 「LUNATIC LIVE 2021」（2021年9月4日 - 5日、東京ガーデンシアター）※5日のみ出演 ※全公演中止[11]
  - 2.5次元ダンスライブ「ALIVESTAGE Episode 6『Gift』」（2022年3月18日 - 27日、ヒューリックホール東京）※お当番[12]
  - 2.5次元ダンスライブ「TSUKIPRO STAGE Episode2『月野奇譚 太極伝奇 -金蘭之契-』」（2022年9月3日 - 11日、シアターGロッソ）[13] ※全公演中止[14]
  - 2.5次元ダンスライブ「ALIVESTAGE Episode7『斬心 -霖雨蒼生-』」（2023年1月20日 - 29日、ヒューリックホール東京）※お当番[15]
  - 2.5次元ダンスライブ「ALIVESTAGE Episode 8『太極伝奇の、舞台裏』」（2023年7月29日 - 8月7日、なかのZERO 大ホール）[16]
  - 2.5次元ダンスライブ「ALIVESTAGE Episode 9『オトアツメ feat.ORIGIN』」（2024年5月10日 - 19日、ヒューリックホール東京）※お当番[17]
  - 「ALIVESTAGE」＆「S.Q.S」ツキプロ合同ライブ(仮)（2024年11月20日 - 24日、東京ドームシティ シアターGロッソ）

- 音楽劇『黒と白 -purgatorium-』- 調和・カシエル 役
  - 音楽劇『黒と白 -purgatorium-』（2020年2月19日 - 2月23日、日本青年館ホール）[18]
  - 音楽劇『黒と白 -purgatorium- ad libitum』（2020年11月27日 - 12月6日、ヒューリックホール東京）[19]

- 舞台『観劇者』（2021年6月30日 - 7月4日、シアターグリーンBIG TREE THEATER）- 主演・ 高木蓮 役[20]
- 舞台『素晴らしき夢夜』（2021年12月23日 - 26日、TACCS1179）[21]

- 舞台『観劇者(再)』（2022年5月4日 - 8日、シアターグリーンBIG TREE THEATER） - 佐伯裕二・ツチノコ 役（声の出演）[22]

- 舞台『淡海乃海－現世を生き抜くことが業なれば－』（2022年5月20日 - 29日、シアターGロッソ）- 梅丸 役[23]

- FPアドバンスプロデュース 舞台『アルブス・リベリオンー異説・坂本龍馬録ー』（2022年7月13日 - 17日、新宿村LIVE） - 青朽葉 役[24]

- eeo Stage comedy コントライブ『区立すーぱーうるとらスゲェふぁいやーこんと小学校 ざ・ふぁいなる』（2022年8月31日 - 9月4日、スクエア荏原ひらつかホール）[25]

- Daisy times produce「転生相談所『RINNE49』」（2022年11月2日 - 6日、劇場MOMO）- 主演・ 鬼灯薙 役[26]

- 舞台『福』に憑かれた男（2023年3月1日 - 5日、シアター・アルファ東京）- 甲斐二郎 役[27]

- イケッチャオ!!Stage『不器用な俺らの鼓動』（2023年5月2日 - 7日、コフレリオ新宿シアター）- 大山崎 役

- GEKIIKE本公演第12回『漆黒ノ戰花-再演-』（2023年6月1日 - 5日、新宿村LIVE / 6月16日 - 18日、石垣市民会館 中ホール）- 浅見千早 役[28]

- ATM アトム -addict the moment- 朗読劇【七十億通りの心酔物語】～番外編～『君と僕とレモンサワー』（2023年6月24日・25日、こった創作空間）- 黒澤斗弥 役 ※24日のみ出演

- 少年Komplex 第四回本公演 『URI ～雨降ればカッパが笑う～2023』（2023年9月6日 - 10日、せんがわ劇場）- リョウタ 役

- 劇団CATMINT第19回公演『ネリネの咲く頃』（2023年10月25日 - 29日、シアターグリーンBASE THEATER）- 和馬 役 ※28日のみ出演[29]

- 舞台『リベンジ・ライフ』（2023年11月22日 - 26日、中野テアトルBONBON）- ソウルナンバー15 役※22日のみ出演[30]

- 劇団TEAM-ODAC第42回本公演『舞台・破天荒フェニックス〜2023〜』（2023年12月6日 - 11日、こくみん共済 coop ホール／スペース・ゼロ）- 山下幸雄 役[31]

- 感謝の日々を 特別企画【Three Primary Colors】「どうか、白き雷よ」（2024年2月14日 - 18日、萬劇場）- 酒井峰治 役

- 劇場版公開記念 『マーダー★ミステリー ～探偵・班目瑞男の事件簿～』on stage（2024年2月21日 - 25日、東京労音大久保会館R'sアートコート）※22日のみ出演[32]

- 劇団バルスキッチン第33回公演『どぎまぎメモリアル ∼まぎまぎブルーver.∼』（2024年3月27日 - 31日、バルスタジオ）[33]
- WaVe’S第4回公演 舞台『ジョダンダンジョ』（2024年6月26日 - 30日、中野テアトルBONBON）- 松風太陽 役[34]
- イケッチャオ!!stage04『諦めのわるい俺らの鼓動』（2025年8月14日 - 17日、野方区民ホール）- 大山崎 役

- 舞台『ぼくらの七日間戦争2025』（2025年8月24日 - 9月2日、東京建物 Brillia HALL / 9月10日 - 18日、東京建物 Brillia HALL 箕面 大ホール / 9月24日 - 28日、京都劇場 / 10月2日・3日、東海市芸術劇場 大ホール / 11月7日 - 9日、熊本城ホール メインホール / 11月7日 - 9日、東京建物 Brillia HALL）- 宇野秀明 役[35]

### テレビ番組
- IVESTA TV（2020年4月29日 - 5月20日、TOKYO MX・BS日テレ）
- プロステTV（2022年1月5日 - 3月16日、TOKYO MX・BS日テレ、#1 - #3）

### WEB番組
- ナイフ先生とかおなし君（2020年10月3日、ONSTAGE）
- ツキプロチャンネルあおぞらスペシャル！４８時間生配信（2020年11月8日、YouTube・ニコニコ生放送）
- 橘りょうの「今なにしてる？」（2020年10月26日、LINE LIVE）

- Mission in B.A.C（2021年4月8日、LINE LIVE）[36]
- ツキプロチャンネル４８時間生配信2021（2021年11月6日・7日、YouTube・ニコニコ生放送）
- ツキプロチャンネル48時間生配信2022（2022年11月5日・6日、YouTube・ニコニコ生放送）※5日のみ出演[37]
- 飛び出せ！🎀エイプリル（2023年4月1日、YouTube）[38]
- ツキプロチャンネル48時間マジカルTV（2023年11月3日・4日、YouTube・ニコニコ生放送）※4日のみ出演[39]

### ラジオ
- ツキプロ★ナイト #25（2019年9月20日、超！A＆G＋）※ゲスト出演[40]

- お台場レインボーステーション（2020年8月28日、ミュージックバード・SPACE DIVA）

- 井坂彰のサタデーライブ（2021年5月1日、RNB 南海放送）
- 親守歌を歌おう！！～歌って出来る親孝行～（2021年5月28日、RNB 南海放送）

- ちば缶vol.7（2023年2月19日、SKYWAVE FM）
- ジモオト（2023年4月9日、FM愛媛）

- 日向野祥のLet's祥Time（2024年1月8日、15日、文化放送オンデマンドサイト）※ゲスト出演[41]

### EVENT
- 劇場版SOARA
  - ツキプロFC特別企画『ツキプロ★ナイト出張版・劇場版SOARA発表会』（2019年6月30日、アニメイト池袋本店　9階イベントホール）
  - アニメイト吉祥寺パルコ30周年記念『イブステミニグリーティング～作曲家の集い～』（2019年7月28日、アニメイト吉祥寺パルコ）
  - ツキプロFC特別企画『劇場版SOARA ファンの集い』 (2019年7月28日、武蔵野公会堂ホール）
  - 劇場版SOARA『LET IT BE -君が君らしくあるように-』舞台挨拶（2019年10月4日、池袋HUMAXシネマズ）
  - 劇場版SOARA2『I will. -君が未来を歩くとき-』舞台挨拶（2021年10月30日、池袋HUMAXシネマズ & 横浜ブルク13/11月26日、池袋HUMAXシネマズ/2022年1月15日、川越スカラ座）

- ほりたりんぐ
  - 『ほりたりんぐ』（2019年11月23日、2020年8月16日、2023年9月16日）
  - 『ほりたりんぐ 2021』（2021年11月13日）
  - 『ほりたりんぐ 2022』（2022年11月20日）
  - 『ほりたりんぐ@駒沢Camited』（2023年6月10日）
  - 『ほりたりんぐ Birthday one-man 2023』（2023年11月18日、新宿グラムシュタイン）

- 東西ドリームマッチ 2019 X ’mas（2019年12月21日、高円寺スタジオK）
- 第壱回「発狂會」決起集会（2021年7月24日、地下スペースYホール）

- 『石渡真修バースデーイベント』トーク＆ミニライブ（2022年1月29日、牛込箪笥区民ホール）※ゲスト
- RaBO produce 『Theaterlive vol.13』（2022年2月13日、ミューズモード音楽院 本館）
- 山沖勇輝 バースデーイベント 2022（2022年4月24日、Alice aqua garden 田町）※ゲスト
- 『ムービックステージオンリーショップ2022』オンライントークイベント（2022年7月23日）[42]
- 東西ドリームマッチ～SUMMER～（2022年7月23日・24日、大塚ドリームシアター）
- acoFESプレゼンツ！！！『俳優×芸人＝どうなりますかライブ！？』（2022年9月24日、ミューズモード音楽院 本館）
- acoFESプレゼンツ！！！『俳優×俳優＝どうなりますかライブ！？』（2022年9月25日、ミューズモード音楽院 本館）
- 植田慎一郎 29th Birthday Event（2022年10月1日、シアター代官山）※ゲスト[43]
- 磯貝龍乎『Iso 会』 Vol.3 ～清く正しく美しく～（2022年11月12日、赤坂πTOKYO）※ゲスト
- Daisy times produce『DAISY TIMES PARTY2022』（2022年12月24日、ハイジアV-1）

- 岩佐祐樹2023バースデーイベント『やりたい放題』（2023年4月16日、R'sアートコート）※ゲスト
- 『ザ・フィクション vol.4』（2023年5月13日、赤坂πTOKYO）
- TaleArt サイン会&商品お渡し会（2023年5月14日、GraffArt Shop 池袋本店）
- 堀田優希バースデーイベント『小さく広がれ！たこりんぐ！！』（2023年6月10日、恵比寿ガーデンプレイスタワー 13F）※ゲスト
- 『Another one』vol.12（2023年7月2日、音部屋スクエア高田馬場）
- MIULAnDA主催 『東西ドリームマッチ2023 SUMMER〜織姫と彦星に会いたくて〜』（2023年7月8日、大塚ドリームシアター）
- 『不器用な俺らの鼓動』リリースイベント（2023年8月13日、Special Colors）
- A&H Festival vol.2（2023年8月26日、烏山区民会館）※2部 ゲスト
- 『天竺生地　vol.6』（2023年10月1日、ブルースクエア四谷）
- 少年Komplex番外企画 『ＵR I~雨降ればカッパが笑う~2023』 後夜祭（2023年10月8日、大塚ドリームシアター）
- 『イケッチャオ‼︎vol.5~1st anniversary~』（2023年10月21日、Special Colors）
- acoFES プレゼンツ『俳優×芸人どうなりますか！？vol.9』（2023年10月22日、MUSEモード音楽院本館）
- GEKIIKE本公演第12回「漆黒ノ戰花‐再演‐」DVD発売記念イベント（2023年11月19日、KFC Hall & Rooms [Room113]）
- 2.5次元ダンスライブ「ALIVESTAGE Episode 7『斬心 -霖雨蒼生-』」発売記念イベント（2023年11月26日、animate hall BLACK）
- RaBO produce『クリスマス直前！〜今年最後のキュン納め！あなたがいれば少しも寒くないわ！トキメキ冬の胸キュン選手権！！！〜』（2023年12月16日、大塚ドリームシアター）
- 『イケッチャオ‼︎フェス2023』（2023年12月28日、野方区民ホール）
- NEW YEAR BRIDGE LIVE featuring MNOP Fes.（2023年12月31日、有楽町アイマショウ）

- 石渡真修バースデーイベント2024（2024年1月7日、J-SQUARE）※ゲスト
- 『ザ・フィクション vol.6』（2024年03月02日、大塚ドリームシアター）
- 2.5次元ダンスライブ「ALIVESTAGE Episode 8『太極伝奇の、舞台裏』」発売記念イベント（2024年3月20日、animate hall BLACK）
- RMY STAGE『School STAGE』～どうして消しゴムは角から使うの？～（2024年4月5日 - 7日、ウッディシアター中目黒）※6日のみ出演
- 2.5次元ダンスライブ「ALIVESTAGE Episode 9『オトアツメ feat.ORIGIN』」発売記念イベント（2025年1月11日、animate hall BLACK）

## CD
- 『ALIVE THE MOVIE SONG COLLECTION』
  - 『ALIVE THE MOVIE SONG COLLECTION －さぁ、音楽をはじめよう！－』（2019年10月4日）
  - 『ALIVE THE MOVIE SONG COLLECTION2 -君が未来を歩くとき-』（2021年12月24日）

- 堀田竜成ファーストミニアルバム『つなぐ』（2020年8月）

- march（堀田竜成×吉田知央）『CRYME』（2021年10月29日、ドラマ『救出劇』Blu-ray封入特典）[44]

### DAN☆DAN 関連
| 発売日   | 商品名                             | 歌 | 備考                                  |
| 2019年   | 2019年                             | 2019年 | 2019年                                |
| -------- | ---------------------------------- | --- | ------------------------------------- |
| 11月28日 | ファーストアルバム『DAN DAN DA!!』 | 『DAN DAN BATAKE』、『午前0時のシンデレラ』、『この歌で…』、『オレンジ・ロード』、『Days』 |                                       |
| 2020年   |                                    | |                                       |
| 8月22日  | 2nd アルバム『愛♡YOU』             | 『SAKURAIRO』、『やきそば』、『秘密のlove letter』、『Everybody Go』、『Never let you go』、『愛し君へ』、『チェリー』、『ありがとう ～君だけの太陽になりたくて～』                                          |                                       |
| 2021年   |                                    | |                                       |
| 5月25日  | 3rd アルバム『Oneday everyday』    | 『Breakthrough』、『CREAM&SODA』、『キセキ』、『僕だけのsnow white』、『そんなことより ホットケーキ』、『道しるべ』                                                                                          | オリコンデイリー 2位/ウィークリー22位 |
| 2022年   |                                    | |                                       |
| 10月31日 | 4th アルバム『まいべすと！』       | 『らしくあれ』、『やきそば』、『夕凪』、『秘密のlove letter』、『ハレルヤ』、『大切なPEACE』、『つむぐ』、『I want use Magic』、『そんなことより ホットケーキ』、『ありがとう ～君だけの太陽になりたくて～』 |                                       |

### 『イブステ』シリーズ関連
| 発売日   | 商品名 | キャスト | 歌                                                 |
| 2019年   | 2019年 | 2019年 | 2019年                                             |
| -------- | --- | --- | -------------------------------------------------- |
| 11月29日 | 2.5次元ダンスライブ「ALIVESTAGE Episode 2『月花神楽』」主題歌                                                 | SOARA: 大原空 役：堀田竜成、在原守人 役：石渡真修、神楽坂宗司 役：吉田知央、宗像廉 役：植田慎一郎、七瀬望 役：渡邉響 Growth: 衛藤昂輝 役：塩澤英真、八重樫剣介 役：石川翔、桜庭涼太 役：三谷怜央、藤村衛 役：岩佐祐樹 | 『月花神楽』                                       |
| 11月29日 | 2.5次元ダンスライブ「ALIVESTAGE Episode 2『月花神楽』」～青藍の章～ 挿入歌                                    | SOARA: 大原空 役：堀田竜成、在原守人 役：石渡真修、神楽坂宗司 役：吉田知央、宗像廉 役：植田慎一郎、七瀬望 役：渡邉響                                                                                                  | 『青藍の空へと』                                   |
| 2020年   | | |                                                    |
| 5月29日  | 2.5次元ダンスライブ「ALIVESTAGE Episode 3『SCHOOL REVOLUTION Hello 神さま 僕はここにいる！』」主題歌          | SOARA: 大原空 役：堀田竜成、在原守人 役：石渡真修、神楽坂宗司 役：吉田知央、宗像廉 役：植田慎一郎、七瀬望 役：渡邉響 Growth: 衛藤昂輝 役：塩澤英真、八重樫剣介 役：石川翔、桜庭涼太 役：三谷怜央、藤村衛 役：岩佐祐樹 | 『SCHOOL REVOLUTION Hello 神さま 僕はここにいる!』 |
| 5月29日  | 2.5次元ダンスライブ「ALIVESTAGE Episode 3『SCHOOL REVOLUTION Hello 神さま 僕はここにいる！』」Ver.BLUE 劇中歌 | SOARA: 大原空 役：堀田竜成、在原守人 役：石渡真修、神楽坂宗司 役：吉田知央、宗像廉 役：植田慎一郎、七瀬望 役：渡邉響                                                                                                  | 『青春宣誓』                                       |
| 2021年   | | |                                                    |
| 2月26日  | 2.5次元ダンスライブ「ALIVESTAGE Episode 4『WYD』」主題歌                                                      | SOARA: 大原空 役：堀田竜成、在原守人 役：石渡真修、神楽坂宗司 役：吉田知央、宗像廉 役：植田慎一郎、七瀬望 役：渡邉響 Growth: 衛藤昂輝 役：塩澤英真、八重樫剣介 役：石川翔、桜庭涼太 役：橘りょう、藤村衛 役：岩佐祐樹 | 『WYD』                                            |
| 2月26日  | 2.5次元ダンスライブ「ALIVESTAGE Episode 4『WYD』」Ver.BLUE 劇中歌                                             | SOARA: 大原空 役：堀田竜成、在原守人 役：石渡真修、神楽坂宗司 役：吉田知央、宗像廉 役：植田慎一郎、七瀬望 役：渡邉響                                                                                                  | 『BUZZER BEATER -ver.WYD-』                        |
| 10月8日  | 2.5次元ダンスライブ「ALIVESTAGE Episode 5『月野百鬼夜行綺譚 天獄 -君死にたまふことなかれ-』」主題歌           | SOARA: 大原空 役：堀田竜成、在原守人 役：石渡真修、神楽坂宗司 役：吉田知央、宗像廉 役：植田慎一郎、七瀬望 役：渡邉響 Growth: 衛藤昂輝 役：塩澤英真、八重樫剣介 役：石川翔、桜庭涼太 役：橘りょう、藤村衛 役：岩佐祐樹 | 『万古詠唱』                                       |
| 2022年   | | |                                                    |
| 4月1日   | 2.5次元ダンスライブ「ALIVESTAGE Episode 6『Gift』」主題歌                                                     | SOARA: 大原空 役：堀田竜成、在原守人 役：石渡真修、神楽坂宗司 役：吉田知央、宗像廉 役：植田慎一郎、七瀬望 役：渡邉響 Growth: 衛藤昂輝 役：塩澤英真、八重樫剣介 役：石川翔、桜庭涼太 役：橘りょう、藤村衛 役：岩佐祐樹 | 『Gift For The Music』                             |
| 2023年   | | |                                                    |
| 2月17日  | 2.5次元ダンスライブ「ALIVESTAGE Episode 7『斬心 -霖雨蒼生-』」主題歌                                          | SOARA: 大原空 役：堀田竜成、在原守人 役：影山達也、神楽坂宗司 役：吉田知央、宗像廉 役：植田慎一郎、七瀬望 役：渡邉響 Growth: 衛藤昂輝 役：塩澤英真、八重樫剣介 役：石川翔、桜庭涼太 役：田中尚輝、藤村衛 役：岩佐祐樹 | 『斬心-無形ノ八重-』                               |
| 9月29日  | 2.5次元ダンスライブ「ALIVESTAGE Episode 8『太極伝奇の、舞台裏』」主題歌                                       | SOARA: 大原空 役：堀田竜成、在原守人 役：影山達也、神楽坂宗司 役：吉田知央、宗像廉 役：植田慎一郎、七瀬望 役：渡邉響 Growth: 衛藤昂輝 役：塩澤英真、八重樫剣介 役：石川翔、桜庭涼太 役：田中尚輝、藤村衛 役：岩佐祐樹 | 『太極伝奇～約束～』                               |
| 2024年   | | |                                                    |
| 7月26日  | 2.5次元ダンスライブ「ALIVESTAGE Episode 9『オトアツメ feat.ORIGIN』」主題歌                                   | SOARA: 大原空 役：堀田竜成、在原守人 役：影山達也、神楽坂宗司 役：吉田知央、宗像廉 役：植田慎一郎、七瀬望 役：渡邉響 Growth: 衛藤昂輝 役：塩澤英真、八重樫剣介 役：石川翔、桜庭涼太 役：田中尚輝、藤村衛 役：岩佐祐樹 | 『ORIGIN -芽生えの詩-』                            |

### 音楽劇『黒と白』シリーズ関連
| 発売日  | 商品名                                         | キャスト                                                                                    | 歌                  |
| 2020年  | 2020年                                         | 2020年                                                                                      | 2020年              |
| ------- | ---------------------------------------------- | ------------------------------------------------------------------------------------------- | ------------------- |
| 3月20日 | 音楽劇『黒と白-purgatorium-』劇中歌            | 寛容・ガブリエル 役：千葉瑞己、調和・カシエル 役：堀田竜成                                  | 『Fabula -お伽噺-』 |
| 2021年  |                                                |                                                                                             |                     |
| 1月29日 | 音楽劇『黒と白-purgatorium- ad libitum』劇中歌 | 不和・プルフラス 役：阿部快征、調和・カシエル 役：堀田竜成、堕落・フォルネウス 役：田中晃平 | 『Do it tomorrow』  |